# Sysfs
sysfs é um pseudo sistema de arquivos fornecido pelo núcleo do Linux que exporta informações sobre vários subsistemas do núcleo, dispositivos de hardware e controladores de dispositivos associados a partir do modelo de dispositivos do núcleo para o espaço do usuário, por meio de arquivos virtuais. Além disso para fornecer informações sobre vários dispositivos e subsistemas do núcleo, os arquivos virtuais exportados também são utilizados para sua configuração.
O sysfs fornece funcionalidade similar ao mecanismo do sysctl encontrado em sistemas operacionais BSD, com a diferença que o sysfs é implementado como um sistema de arquivos virtual em vez de ser apenas um mecanismo embutido no núcleo do sistema par essa finalidade, e assim, no Linux, os parâmetros de configuração do sysctl são disponibilizados em /proc/sys/ como parte do procfs, não do sysfs que é montado em /sys/.

## História
Durante o ciclo de desenvolvimento 2.5, o modelo de driver do Linux foi introduzido para corrigir várias deficiências da versão 2.4:
- Nenhum método unificado de representação de relacionamentos de driver de dispositivo existia;
- Não havia nenhum mecanismo de hotplug genérico;
- procfs era confuso com muitas informações não-processo.

O sysfs é projetado para exportar as informações presentes na árvore de dispositivos que então não amontoariam mais o procfs. Ele foi escrito por Patrick Mochel. Maneesh Soni mais tarde escreveu o patch de armazenamento anterior do sysfs para reduzir o uso de memória em sistemas grandes.
Durante ano seguinte do desenvolvimento 2.5, as capacidades de infra-estrutura do modelo de driver e do driverfs, anteriormente chamados ddfs, começaram a revelar-se útil para outros subsistemas. kobjects foram desenvolvidos para fornecer um mecanismo central de gestão de objetos e o driverfs foi renomeado para sysfs para representar o seu agnosticismo de subsistema.
Sysfs é montado sob o ponto de montagem /sys.

## Barramentos suportados
PCI
Exporta informações sobre dispositivos PCI.
USB
Contém dispositivos USB e hosts USB.
Barramentos S/390
Como a arquitetura do S/390 contém dispositivos não encontrados em outros lugares, foram criados barramentos especiais:
- css: Contém subcanais (atualmente, o único driver fornecido é para subcanais de E/S).
- ccw: Contém dispositivos conectados ao canal (acionados por CCWs).
- ccwgroup: Dispositivos artificiais, criados pelo usuário e consistindo em dispositivos ccw. Substitui algumas das funcionalidades do chandev 2.4.
- iucv: Dispositivos artificiais como dispositivos netiucv que usam a interface IUCV da VM.

## Sysfs e o espaço de usuário
O Sysfs é usado por vários utilitários para acessar informações sobre o hardware e o seu driver (módulos do núcleo), como o udev ou o HAL. Scripts foram escritos para acessar informações previamente obtidas via procfs, e alguns scripts configuram drivers de dispositivos e os dispositivos através de seus atributos.